# Концерт (Лоренцо Коста)
«Концерт» (итал. Concerto) — картина живописца итальянского Возрождения феррарской школы Лоренцо Косты (в иной версии приписывается его учителю Эрколе де Роберти).

## Описание
На картине изображён юноша с лютней у мраморного парапета, на котором лежат небольшие книги с нотами. Рядом с ним стоит девушка, она положила руку ему на плечо в знак доверия и приязни. Чуть позади — ещё один человек, пришедший на прекрасную музыку. Мелодия очаровала всех присутствующих.
Судя по обозначению на оборотной стороне работы, панно, вероятно, входило в декоративную серию картин, украшавших комнату, возможно, кабинет или музыкальную комнату. О других произведениях ничего не известно, а также о том, изображали ли они музыкантов или, возможно, деятелей других искусств.